# Villa Bertram

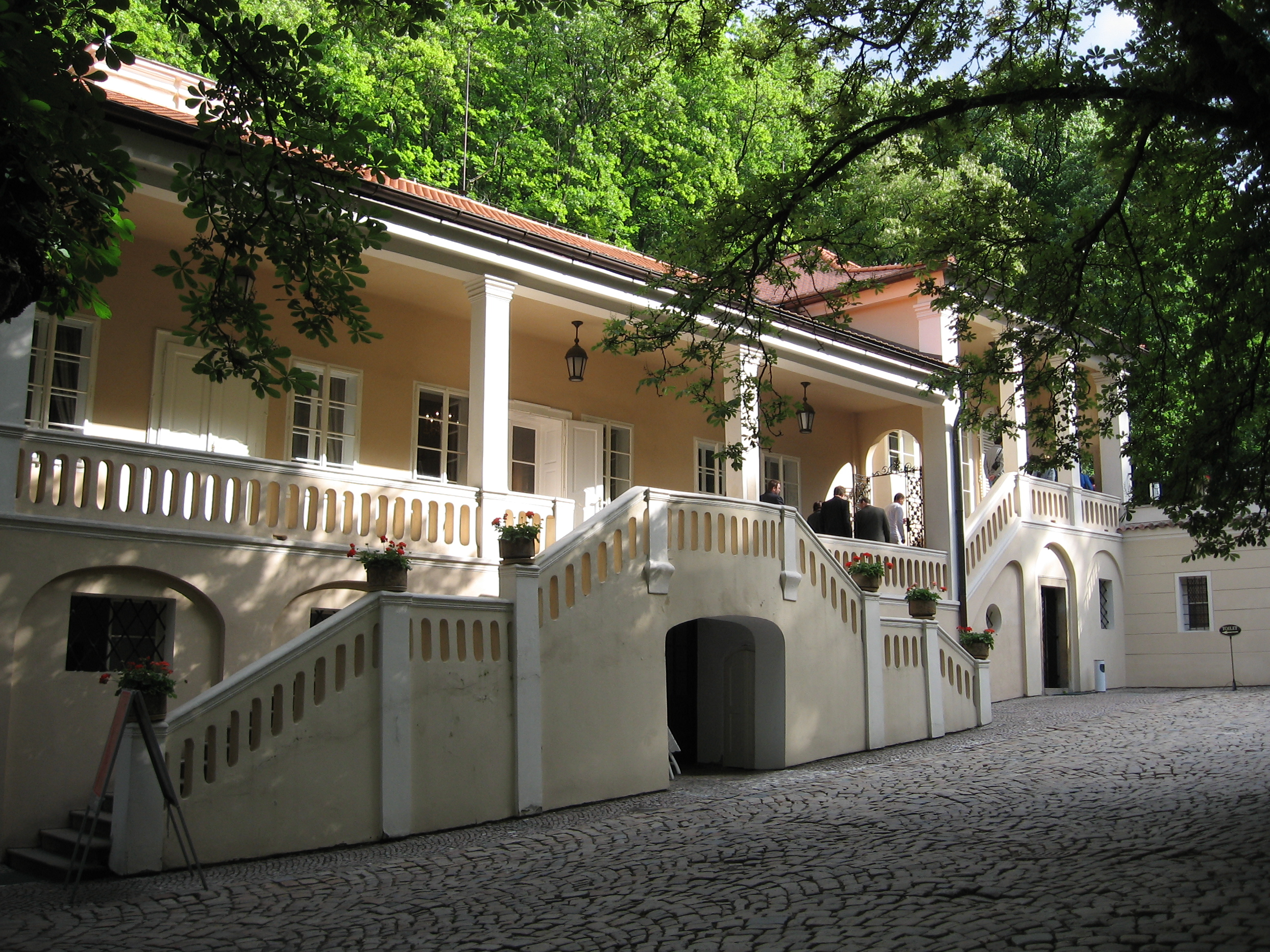
Villa Bertram

Die Villa Bertram (tschechisch Bertramka) ist eine Villa im Prager Stadtteil Smíchov. Heute dient sie als Museum zum Gedenken an Wolfgang Amadeus Mozart.

## Historie
Das Gelände der Villa Bertram befand sich noch im 18. Jahrhundert in einem ausgesprochenen ländlichen Gebiet außerhalb der Stadtgrenzen Prags. Der erste Käufer des Weinberggeländes war ein Bürger der Prager Kleinseite, Jan František Pimskorn, welcher das Grundstück 1699 erwarb. Ursprünglich befand sich auf dem Gelände ein Weinberg mit einem Holzhaus, welches der Namensgeber der späteren Villa, Franz von Bertram 1743 erwarb. Die ursprüngliche Bebauung ließ Bertram abreißen und er errichtete hier seine Sommerresidenz im Stil des Klassizismus.
Egon Erwin Kisch schrieb über diese Gegend folgendes: Die Landschaft von Smíchov – zu deutsch: Lachende Au war im Zeitalter des Rokoko das Rokoko an sich. Hier besaßen die Herren des böhmischen Adels ihre Lustschlösser und Lustgärten, und wer eine besonders privilegierte Freundin innehatte, ließ ihr in nächster Nachbarschaft ein eigenes Tuskulum erbauen, wie zum Beispiel der Graf Clam für die Sängerin Duschek.
Am 23. April 1784 erwarb die Sopranistin Josepha Duschek gemeinsam mit ihrem Ehemann Franz Xaver Duschek das Anwesen, welches sie überwiegend als Sommerresidenz nutzten, für 3525 Gulden. Im Jahre 1787 luden sie ihren Freund Mozart nach Prag ein, den sie bereits im Jahre 1777 anlässlich eines Besuches in Salzburg kennenlernten. Zwischen Mozart und dem Ehepaar hatte sich eine enge Freundschaft entwickelt. Anlass zu Mozarts Besuch war die – ursprünglich für den 14. Oktober 1787 geplante – Uraufführung der Oper Don Giovanni im Gräflich Nostitzschen Nationaltheater (dem späteren Ständetheater) in Prag. In der damaligen Zeit war dieses Theater das bedeutendste der Stadt.
Zur Historie des Don Giovanni gehört auch die Entstehung der Ouvertüre für dieses Werk: Es waren nur noch wenige Tage bis zur Premiere, die nun verspätet auf den 29. Oktober 1787 angesetzt war. Der verzweifelte Direktor bemühte sich vergeblich, von Mozart die Ouvertüre zu erhalten. Mozart hatte eine Unzahl von musikalischen Einfällen, ließ sich aber nicht dazu bewegen, sie auf dem Papier festzuhalten. Es drohte ein Skandal und deshalb sperrte die energische Josepha Duschek eines Abends Mozart in seinem Zimmer in der Villa Bertram ein, mit dem Bemerken, er würde erst nach Beendigung der Ouvertüre wieder herausgelassen werden. Es ist nicht bekannt, ob diese Erzählung tatsächlich authentisch ist. Mozart gab aber die Ouvertüre tatsächlich erst am Tag der Generalprobe (in der Nacht vom 27. zum 28. Oktober komponiert) vor der Uraufführung ab.
Mozart fühlte sich in Prag und insbesondere in der Villa Bertram ausgesprochen wohl. „Ja! Meine Prager verstehen mich!“ soll er nach der ruhmreichen Premiere des Don Giovanni ausgerufen haben. Eigenen Aussagen zufolge verbrachte er hier die schönste Zeit seines Lebens. Ende August 1791 hielt er sich abermals in der Villa Bertram auf und arbeitete hier bis Anfang September an der Einstudierung und Uraufführung der Oper La clemenza di Tito. Die Premiere erfolgte anlässlich der Krönung von Kaiser Leopold II. zum König von Böhmen am 6. September 1791 ebenfalls im Gräflich Nostitzschen Nationaltheater.
Nach Mozarts Tod hielten die guten Beziehungen zwischen der Familie Mozart und dem Ehepaar Duschek an. So brachte Mozarts Witwe Constanze ihre beiden Söhne Carl Thomas und Franz Xaver Wolfgang in die Villa Bertram, wo sie beim Ehepaar Duschek Unterkunft fanden.
Nach dem Tode ihres Mannes zog sich Josepha Duschek weitgehend aus der Öffentlichkeit zurück. Sie geriet in finanzielle Schwierigkeiten und musste die Villa verkaufen. 1824 starb sie in vollkommener Armut in Prag.
Das Stadtviertel Smíchov wurde zu einem Industriebezirk von Prag. Egon Erwin Kisch schrieb darüber: Bereits in der ersten Halbzeit des 19. Jahrhunderts schwand der galante Charakter der Gegend, und wenn nun jemand das Wort Smíchov mit ‚Lachende Au‘ übersetzte, so geschah es im Witz. Die Lust in den Lustschlössern hatte aufgehört, denn ein ununterbrochenes Dröhnen drang heran, das drohender war als der nahende Schritt eines steinernen Gastes. Es war der Schritt einer neuen Zeit. Selbst ein Mozart hätte hier nicht mehr reine Engelstöne aus dem himmelblauen Himmel auf sein Notenpapier übertragen können. Bliesen doch Fabrikschlote dicke Rauchschwaden in diesen Himmel, und schrille Sirenen zerrissen die Harmonie der Sphären. Die Lachende Au war zu einem Industriegebiet geworden.
Im Jahre 1925 wurde die Villa von der letzten Eigentümerin Mathilda Sliwenská der Stiftung Mozarteum testamentarisch vermacht. Da die Villa von Salzburg aus kaum zu verwalten war, wurde im Januar 1929 die Villa an den eigens dafür gegründeten Mozart-Verein Prag  verkauft, aus welchem die 'Tschechische Mozartgemeinde' (Mozartová obec) hervorging. Diese richtete die Villa als Mozartmuseum ein und machte sie der Öffentlichkeit zugänglich. 1956 wurde das Objekt gründlich restauriert und aus Anlass des 200. Geburtstages Mozarts als Mozart-Gedenkstätte und Museum neu eingerichtet. Seit 1964 steht die Villa unter Denkmalschutz. 1986 ging sie samt Inventar (Musikinstrumente, persönliche Gegenstände Mozarts) durch Enteignung in Staatsbesitz über. Nach der Samtenen Revolution folgte ein 18 Jahre anhaltender Restitutionsstreit. Im Dezember 2009 wurde die Villa (jedoch ohne Inventar) schließlich der Tschechischen Mozartgemeinde (Mozartová obec v České republice) zugesprochen.